# Trisidos

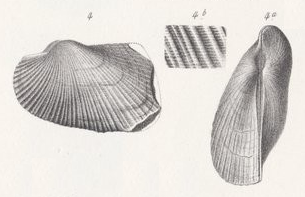
Trisidos kuracheensis Archiac & Haime, 1854, Eozän, Sindh, Pakistan

Trisidos ist eine Muschel-Gattung aus der Familie der Archenmuscheln (Arcidae).

## Merkmale
Die ungleichklappigen Gehäuse sind bis 10 cm lang. Sie sind in der Seitenansicht länglich rhomboidal. Der Dorsalrand ist (in Seitenansicht) gerade bis ganz leicht gewölbt, jedoch nach links in sich verdreht. Die Drehung kann bis etwa 90° betragen. Der Drehpunkt ist die Wirbelregion. Vorderes und hinteres Ende des Dorsalrandes sind jeweils gerundet-gewinkelt oder sogar zugespitzt.
Das Dorsalfeld ist schmal. Die Schlossplatte ist gerade bis leicht gewölbt. Die hinteren Zähnchen werden zum Rand hin länger und kippen immer stärker nach außen. Es sind knapp doppelt so viele Zähnchen im vorderen Bereich verglichen mit dem hinteren Bereich der Schlossplatte vorhanden. Auch letztere werden sukzessive nach außen hin länger und kippen stark nach außen. Der Hinterrand ist gerade bis leicht gewölbt. Der Ventralrand ist flach gewölbt, gerade bis leicht konkav gewölbt.
Vom Wirbel zieht sich ein im Querschnitt gerundeter oder zugespitzter Kiel zum hinteren Ende des Dorsalrandes. Zur Gehäusemitte folgt innen vom Kiel oft eine flache Depression, die sich vom Wirbel zum Ventralrand zieht.
Die weißliche Schale ist kräftig, die Ornamentierung ist wenig ausgeprägt. Sie besteht aus kräftigen randparallelen Anwachsstreifen und radialen Linien, die ein netzartiges Muster bilden. Das Periostracum ist bräunlich.

## Geographische Verbreitung und Lebensraum
Die rezenten Vertreter der Gattung leben in tropischen und subtropischen Gewässern des Indischen Ozeans (einschließlich des Roten Meeres) und des westlichen Pazifiks, hier im Norden bis Mitteljapan und im Süden bis Australien. Im Oligozän kamen Arten der Gattung in der Paratethys vor, im Neogen auch im Aquitanischen Becken.
Die heutigen Arten leben in schlammigen, schlammig-sandigen oder feinsandigen Böden mit viel Schalenbruch in flachem Wasser bis etwa 35 Meter Wassertiefe.

## Taxonomie
Die Gattung wurde 1798 von Peter Friedrich Röding aufgestellt. Typusart durch Monotypie ist Arca tortuosa Linnaeus, 1758. Synonyme sind Epitrisis Iredale, 1939, Parallelepipedum Mörch, 1850, Parallepipedum Jousseaume, 1888 (ungerechtfertigte Emendierung von Parallelepipedum) und Trisis Blainville, 1825.
- Gattung Trisidos Röding, 1798
  - †Trisidos bellunensis (Oppenheim, 1903) (Oligozän)
  - †Trisidos caheni (Freneix, 1979) (Lutetium)[4]
  - †Trisidos fajumensis (Oppenheim, 1906) (Oberes Eozän)[5]
  - †Trisidos forojuliensis Lombardini, 1920 (Oligozän)[6]
  - †Trisidos grateloupi (Mayer, 1868) (Oligozän) (syn.: Trisidos levequei Magne & Saubade 1974[7][8])
  - †Trisidos isseli (Rovereto, 1898) (Oligozän)[9]
  - †Trisidos italicus (Sacco, 1898) (Oligozän)[10][11]
  - Trisidos kiyonoi (Makiyama, 1931)[3]
  - †Trisidos kurracheensis (d'Archiac & Haime, 1854) (Eozän)[12][8]
  - †Trisidos prototortuosum (Noetling, 1901)[13]
  - †Trisidos schafarziki (Horusitzky, 1927) (Egerium, Oligozän/Miozän-Grenzbereich)[14]
  - †Trisidos semitorta (Lamarck, 1819) (Oligozän)[3]
  - Trisidos torta (Mörch, 1850)[3]
  - Trisidos tortuosa (Linnaeus, 1758)[3]
  - †Trisidos yatsuoensis Fujii, 1961 (Miozän)[15]

Nach den molekularbiologischen Untersuchungen von David Combosch und Gonzalo Giribet kommen die zwei untersuchten Trisidos-Arten mitten in der Gattung Barbatia zu liegen. Die Gattung Barbatia ist im derzeitigen Umfang wahrscheinlich polyphyletisch.

## Belege